# Whole Lot of Shakin' in My Heart (Since I Met You)
Whole Lot of Shakin' in My Heart (Since I Met You) is een single van de Amerikaanse soulgroep Smokey Robinson & The Miracles uit mei 1966. Het nummer was de eerste van twee singles afkomstig van het album "Away We a Go-Go". Het andere nummer dat uitgebracht werd was "(Come 'Round Here) I'm the One You Need". In tegenstelling tot veel nummers van de groep uit deze periode, zoals "Going to a Go-Go", "Ooo Baby Baby" en "The Tracks of My Tears", was "Whole Lot of Shakin' In My Heart (Since I Met You)" geen top 40 hit op de poplijst van de Verenigde Staten. Daarop bereikte het nummer namelijk slechts de #46 positie. Op de R&B-lijst daarentegen werd de top 40 wel behaald en bleef het nummer uiteindelijk steken op de twintigste plaats.
In tegenstelling tot bijna alle hits van Smokey Robinson & The Miracles werd "Whole Lot of Shakin' In My Heart (Since I Met You)" niet eens deels geschreven door de leadzanger van de groep, Smokey Robinson. Het was namelijk Frank Wilson, die later onder andere hits als "All I Need" en "Up the Ladder to the Roof" schreef, die het nummer voor de The Miracles schreef. Daarnaast produceerde hij het nummer ook. Doordat de andere single van het album, "(Come 'Round Here) I'm the One You Need", geschreven en geproduceerd door Holland-Dozier-Holland, ook niet geschreven werd door Smokey Robinson, is het album "Away We a Go-Go" het enige album van Smokey Robinson & The Miracles waarvan geen singles zijn uitgebracht geschreven door de leadzanger, gedurende dat hij deel uitmaakte van de groep. De muziek van "Whole Lot of Shakin' In My Heart (Since I Met You)", verzorgd door de studioband The Funk Brothers, werd door Frank Wilson geschreven in de stijl van de voorganger, Going To A Go-Go. Daarnaast was het net als deze single ook het nummer in kwestie een dansnummer. Het onderwerp van de tekst is echter wel anders dan die van "Going to a Go-Go", waar het om de disco draait. Bij "Whole Lot Of Shakin' In My Heart (Since I Met You)" gaat de tekst er namelijk over dat de verteller smoorverliefd is geworden op een vrouw die hij net ontmoet heeft.
De B-kant van "Whole Lot of Shakin' In My Heart (Since I Met You)" is het nummer "Oh Be My Love". Net als de A-kant is dit nummer afkomstig van het album "Away We a Go-Go". "Oh Be My Love" werd wel geschreven door Smokey Robinson, samen met een ander lid van de groep, Warren "Pete" Moore.

## Bezetting
- Lead: Smokey Robinson
- Achtergrond: Warren "Pete" Moore, Ronnie White, Claudette Robinson en Bobby Rogers
- Instrumentatie: The Funk Brothers
- Gitarist: Marv Tarplin
- Schrijver: Frank Wilson
- Producer: Frank Wilson